# Corticarina gracilicornis
Corticarina gracilicornis là một loài bọ cánh cứng trong họ Latridiidae. Loài này được Jeannel & Paulian miêu tả khoa học năm 1945.